# 普希金站 (聖彼得堡地鐵)
普希金站（羅馬化：Pushkinskaya）是聖彼得堡地鐵基洛夫－維堡線的一個車站。普希金站開通於1956年4月30日，最初的名字是維堡車站。站名系紀念俄羅斯詩人普希金。該站是蘇聯首座有紀念碑的車站。